# Rhytidoponera socrus
Rhytidoponera socrus é uma espécie de formiga do gênero Rhytidoponera.